# CSD La Emilia
Club Social y Deportivo La Emilia – argentyński klub piłkarski z siedzibą w dzielnicy La Emilia w mieście San Nicolás de los Arroyos, leżącym w prowincji Buenos Aires.

## Osiągnięcia
- Mistrz ligi prowincjonalnej Liga Nicoleña de Fútbol (17): 1930, 1932, 1940, 1941, 1943, 1944, 1945, 1946, 1947, 1950, 1953, 1957, 1967, 1977, 2001 Clausura, 2002, 2003

## Historia
Klub założony został przed rokiem 1930. La Emilia jako 17-krotny triumfator jest rekordzistą lokalnej ligi Liga Nicoleña de Fútbol. Obecnie La Emilia gra w czwartej lidze argentyńskiej Torneo Argentino B.